# Abraham Constantin Mouradgea d’Ohsson

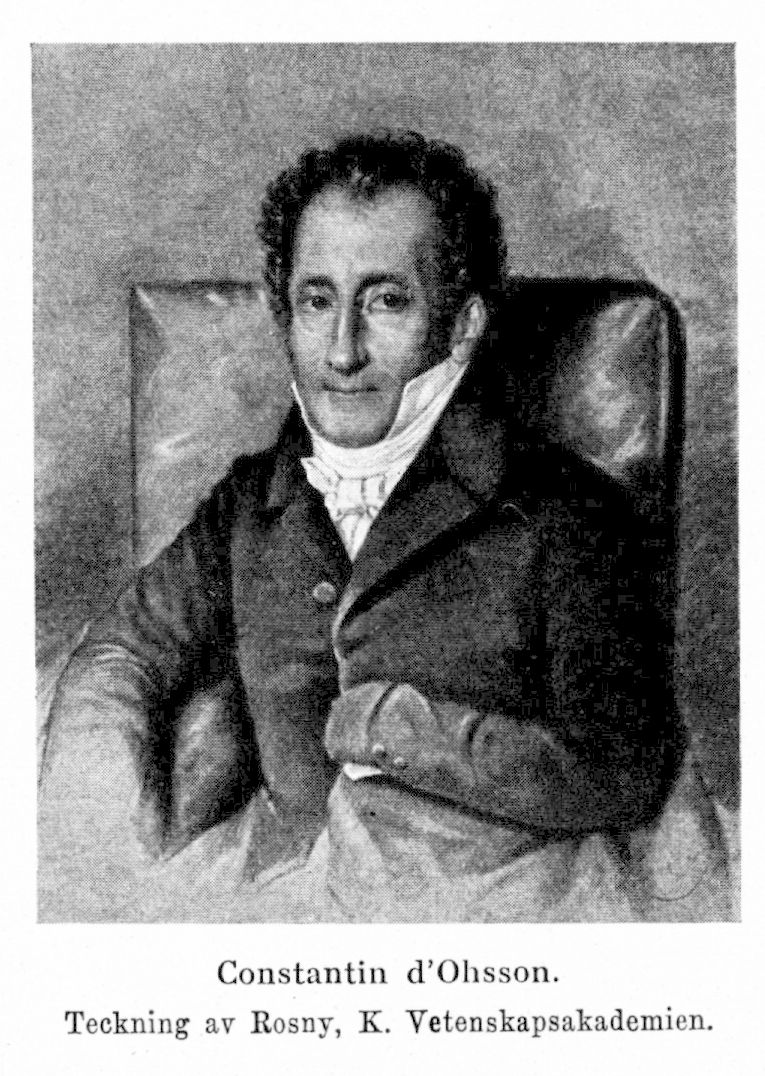
Abraham Constantin Mouradgea d’Ohsson (um 1830)

Abraham Constantin Mouradgea d’Ohsson (* 26. September 1779 in Istanbul; † 25. Dezember 1851 in Berlin) war ein französisch-armenischer Mongolist in schwedischen diplomatischen Diensten.

## Leben
D’Ohsson – ein Sohn des Ignatius Mouradgea d’Ohsson (1740–1807), der eine frühe Geschichte des Osmanischen Reiches verfasste – war von 1811 bis 1813 als Chargé d’affaires in Paris tätig. Er wurde nach der französischen Niederlage im Russlandfeldzug 1812 von Kronprinz Karl Johann abberufen.
D’Ohssons „Geschichte der Mongolen von Dschingis Khan bis Tamerlan“ ist eines der ersten umfassenden Geschichtswerke über die Mongolen und ihre Zeit, sie erschien zuerst 1824 in Paris, zuletzt in vier Bänden in La Haye und Amsterdam in vier Bänden. Es ist noch heute nützlich wegen D’Ohssons meisterhafter Auswertung der arabischen, türkischen, und insbesondere persischen Quellen. Das Hauptwerk Histoire des Mongols aus der ersten Hälfte des 19. Jahrhunderts bis in die neueste Zeit ist in russischen, japanischen und chinesischen Übersetzungen erschienen.

## Werke
- Histoire des Mongols: depuis Tchinguiz-Khan jusqu’à Timour-Lang. Paris: Didot, 1824
- Histoire des Mongols depuis Tchinguiz-Khan jusq’a Timour Bey ou Tamerlan. Amsterdam: Muller 1852 (4 Bände)
- Des peuples du Caucase et des pays au nord de la Mer Noire et de la Mer Caspienne, dans le dixième siècle ou voyage d’Abou-al-Cassim. Paris: Didot 1828

## Namensvarianten
Abraham Constantin Mouradgea d’Ohsson, Abraham Constantine Mouradgea d’Ohsson, Constantin Mouradgea d’Ohsson, Muradgea d’ Ohsson, Constantin D’Ohsson, Constantin d’Ohsson, C. D’Ohsson, К. Д’Оссон, Абрахам Константин Д’Оссон